# Dipoena origanata
Dipoena origanata är en spindelart som beskrevs av Claude Lévi 1953. Dipoena origanata ingår i släktet Dipoena och familjen klotspindlar. Inga underarter finns listade i Catalogue of Life.